# PhyloCode
Il Codice Internazionale di Nomenclatura Filogenetica (o brevemente PhyloCode) è un progetto scientifico che si propone di innovare radicalmente i criteri di classificazione – in particolare, i criteri di nomenclatura – sulla base di principi evolutivi e di garanzie di univocità.

## Storia
Il progetto nacque da una riunione di studiosi tenutasi ad Harvard (Stati Uniti) nel 1998 e fu sottoposto alla comunità scientifica internazionale in forma di bozza preliminare nell'aprile 2000.
Il primo Congresso Internazionale per la Nomenclatura Filogenetica si svolse a Parigi nel 2004 con la partecipazione di numerosi esperti di varie nazioni. Un secondo Congresso ha avuto luogo nell'estate del 2006 a Yale, negli Stati Uniti.